# Cuphea angustifolia
Cuphea angustifolia là một loài thực vật có hoa trong họ Lythraceae. Loài này được Jacq. ex Koehne mô tả khoa học đầu tiên năm 1877.